# 메이 휘트먼
메이 마거릿 휘트먼(영어: Mae Margaret Whitman, 1988년 6월 9일 ~ )은 미국의 배우이다.

## 출연 작품

### 영화
- 남자가 사랑할 때 (1994)
- 바이 바이 러브 (1995)
- 인디펜던스 데이 (1996)
- 어느 멋진 날 (1996)
- 진저브레드 맨 (1998)
- 사랑이 다시 올 때 (1998)
- 미키의 크리스마스 (1999) - 목소리
- 쏜베리의 가족 탐험대 - 극장판 (2002) - 목소리
- 정글북 2 (2003) - 목소리
- 티처스 펫 (2004)
- 부기맨 2 (2008)
- 나이트 인 로댄스 (2008)
- 팅커벨 (2008) - 팅커벨 역 (목소리)
  - 팅커벨 2: 잃어버린 보물 (2009)
  - 팅커벨 3: 위대한 요정 구조대 (2010)
  - 팅커벨 4: 날개의 비밀 (2012)
  - 팅커벨 5: 해적 요정 (2014)
  - 팅커벨 6: 네버비스트의 전설 (2014)
- 스콧 필그림 (2010)
- 더 팩토리 (2012)
- 월플라워 (2012)
- 바람이 분다 (2014) - 영어 더빙
- 퀸카가 아니어도 좋아 (2015)
- 프릭스 오브 네이처 (2015)
- 드림 쏭 (2016) - 목소리
- 기동순찰대 (2017)